# Sant Pau de Fontclara
Sant Pau de Fontclara és una església romànica enclavada a Fontclara nucli proper a la població de Palau-sator, dins la comarca del Baix Empordà. És un monument inclòs en l'Inventari del Patrimoni Arquitectònic de Catalunya.

## Història
Sant Pau de Fontclara era un cenobi benedictí existent darreries del segle ix. L'any 889 el seu primer abat, Saborell, acudí a Orleans on recaptà un precepte del rei Odó en el qual li són confirmades diverses possessions al Baix Empordà amb el mateix lloc on hi ha la font "Clara, in ipso monasterio defluente". S'hi fa constar que Saborell havia fundat el monestir amb l'ajut dels veïns de l'indret.
La vida independent del cenobi fou efímera, car en un precepte del rei Carles el Simple de l'any 908 consta com a depenent de l'abadia occitana de Santa Maria de la Grassa. Es desconeix en quin moment desaparegué la comunitat monàstica. A darreries del segle xii és citada com a parroquial.
Durant els segles xvi i xvii en unes reformes que es van fer, es van afegir unes capelles laterals.

## Edifici
És una església romànica d'una nau amb absis de planta semicircular, devorat externament amb lesenes o faixes llombardes (però sense arcuacions). Hi ha tres finestrals de doble biaix. La volta de la nau és apuntada i seguida, però l'arc triomfal és de mig punt i la coberta absidal de quart d'esfera. Al presbiteri hi ha pintures murals romàniques. Al mur meridional hi ha la portada primitiva, d'arc de mig punt, de dovelles curtes. La portada actual, en el frontis, és oberta en època tardana: pilastres i frontó amb boles ornamentals i la imatge del patró en baix relleu; a la llinda hi ha gravat l'any 1639. També són fruit de reformes la finestra d'aquesta façana i l'espadanya que la corona.

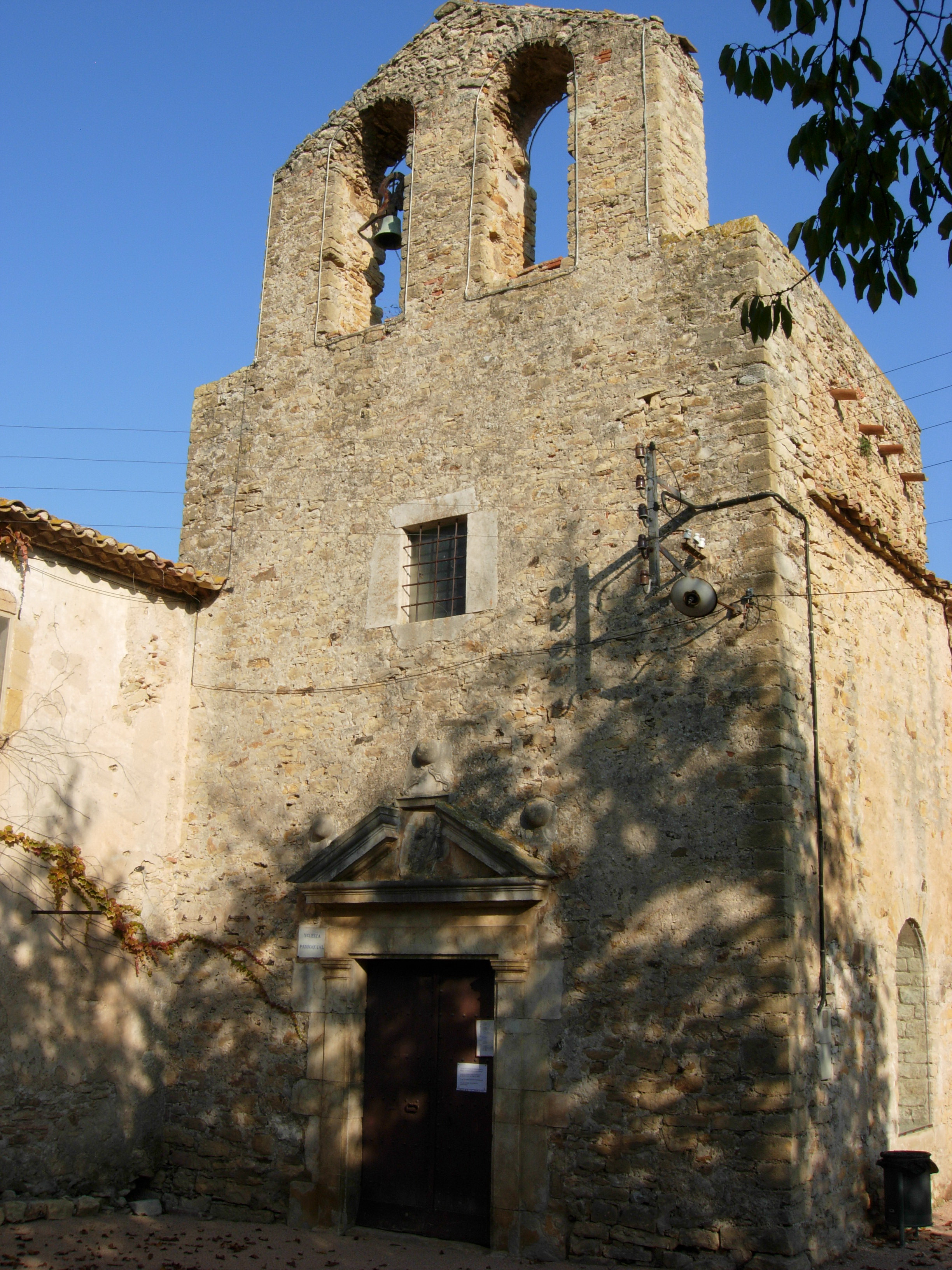
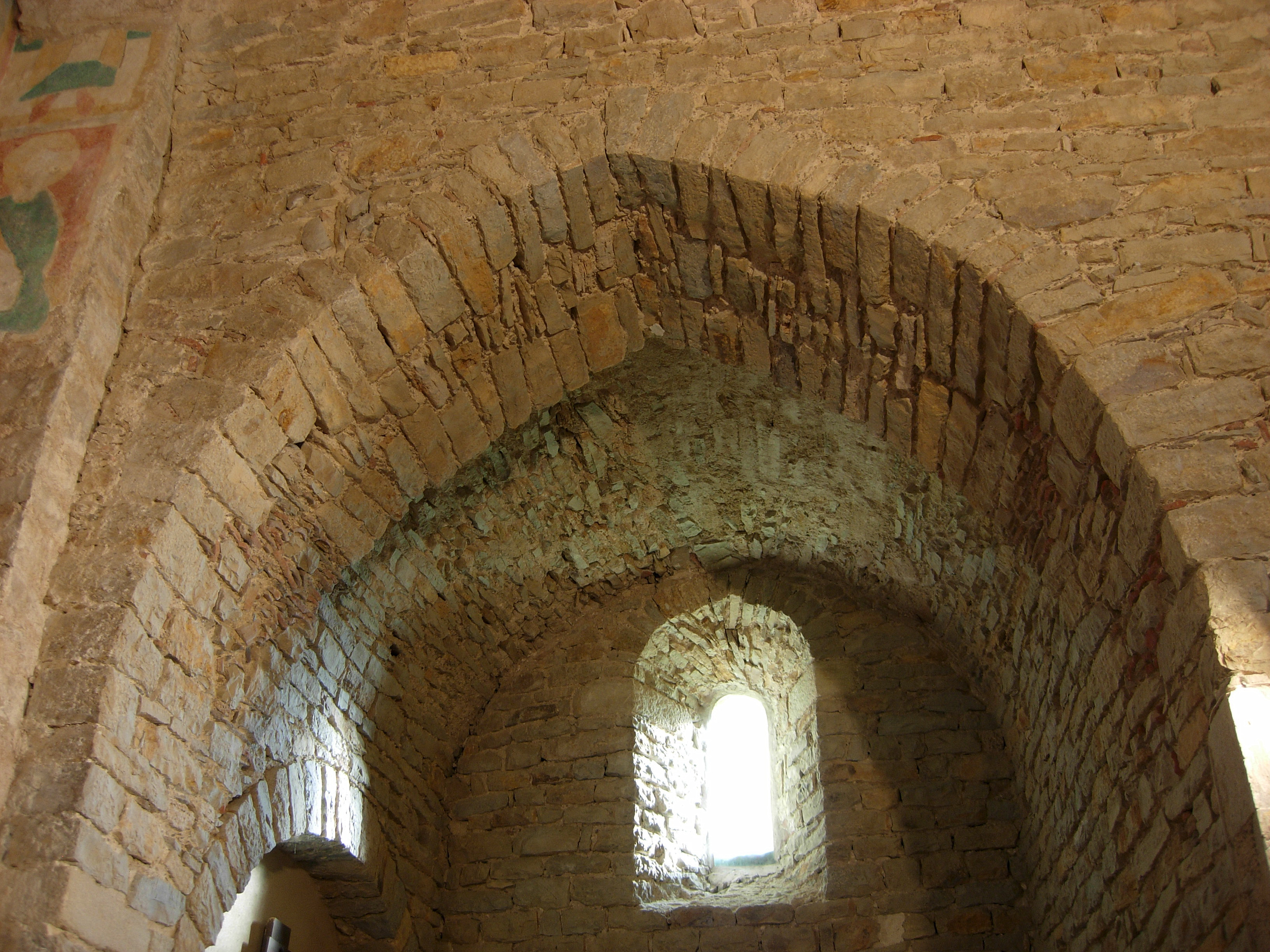
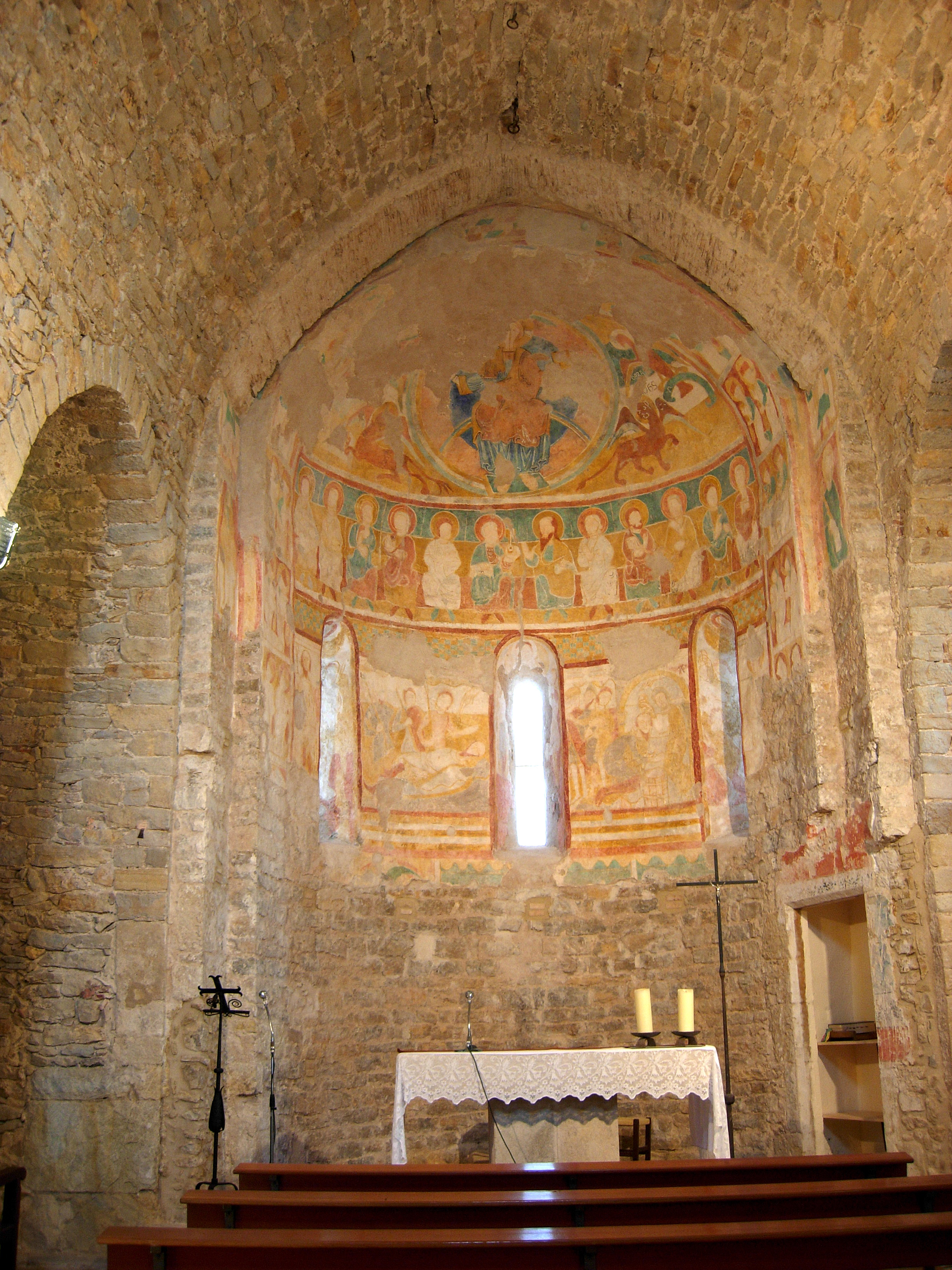

A la nau s'hi afegiren dues capelles laterals a cada banda, dues amb volta apuntada i les altres de creueria, sobre una de les quals hi ha un escut i una inscripció datada el 1627. El parament romànic és de carreus petits i rectangulars. (carreuó)

## Pintures

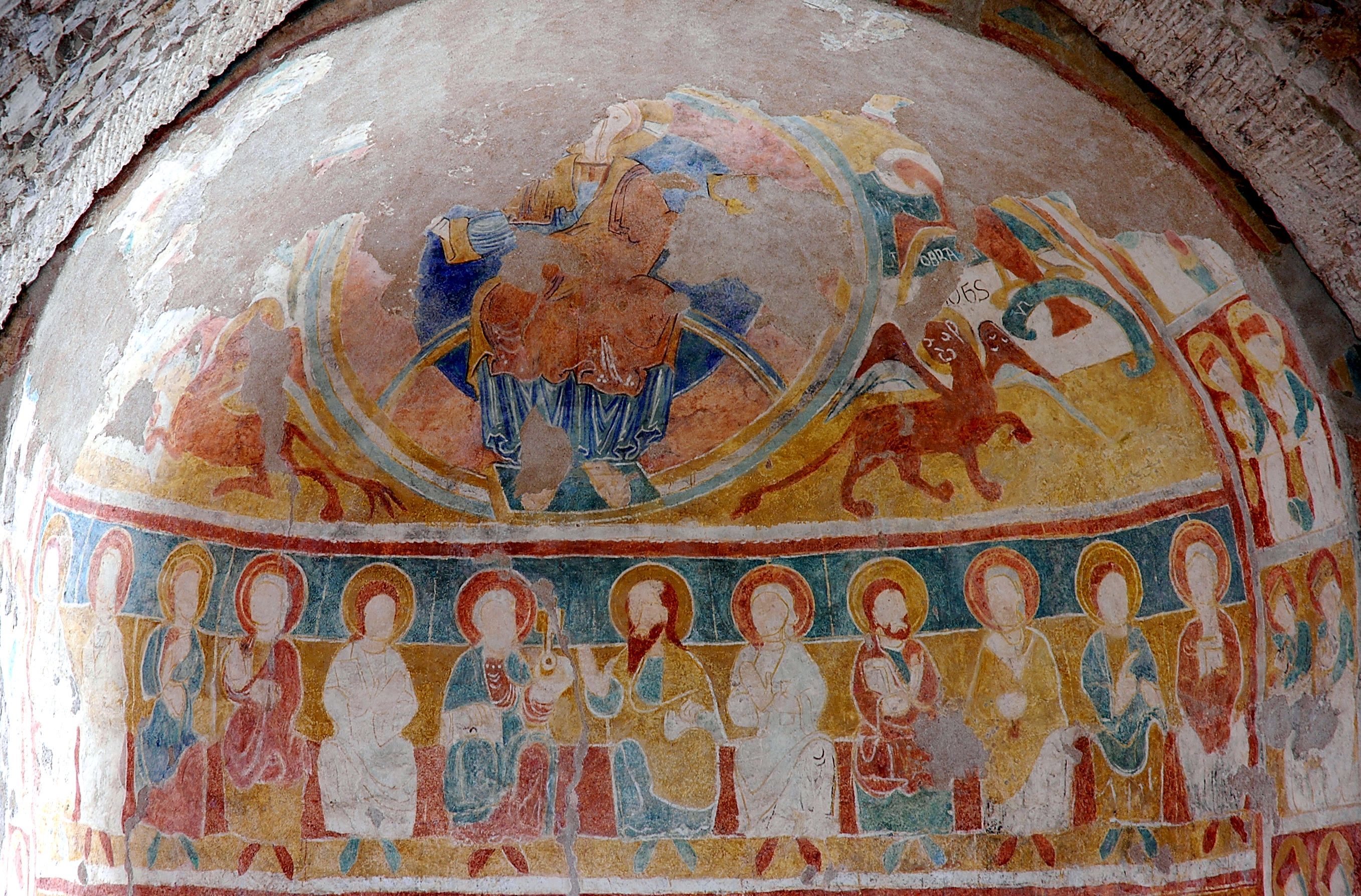
Pintures a l'absis de principis del

Conserva in situ unes interessants pintures murals situades a l'arc triomfal i a l'absis. Estan presidides per la imatge de Maiestas Domini, dintre d'una màndorla envoltada pels símbols dels quatre evangelistes, i amb els dotze apòstols disposats a la part inferior. Les altres pintures, es troben en pitjor estat de conservació, representant la vida de sant Pau. El colorit és vermell, ocre i blau. Han estat datades d'inici del segle xiii, dintre d'un estil semblant a les de l'església de Sant Julià de Boada o Cruïlles.
Les pintures murals que tenen unes dimensions de 15 m², van ser descobertes el 1940, quan es va fer una primera restauració poc respectuosa amb l'original, segons les mateixes fonts.
La restauració de l'any 2007 la van dur a terme tècnics del Centre de Restauració de Béns Mobles de la Generalitat, que han recuperat l'aspecte original de la pintura.